# Торрес, Фернанда
Ферна́нда Пинье́йру Монте́йру То́ррес (порт.-браз. Fernanda Pinheiro Monteiro Torres; род. 15 сентября 1965, Рио-де-Жанейро) — бразильская актриса

, писательница, сценарист и кинопродюсер. Лауреат приза Каннского кинофестиваля (1986) и премии «Золотой глобус» (2025), номинантка на премию «Оскар» (2025).

## Ранние годы
Фернанда Пиньейру Монтейру Торрес родилась 15 сентября 1965 года в Рио-де-Жанейро, Бразилия, в семье актёров Фернандо Торреса (1927—2008) и Фернанды Монтенегру. У Торрес есть старший брат — Клаудиу Торрес (род. 1962), режиссёр, сценарист и продюсер. Родители Торрес репетировали роли за обеденным столом, что привило ей любовь к актёрскому мастерству, а в 13-летнем возрасте она начала актёрскую карьеру.

## Карьера
В 1986 году Торрес получила приз Каннского кинофестиваля за лучшую женскую роль в фильме «Люби меня вечно или никогда». В 2025 году Торрес стала первой бразильской, латиноамериканской и португалоязычной актрисой, получившей премию «Золотой глобус» за лучшую женскую роль в драме за работу в картине «Я всё ещё здесь». Она также является второй бразильской актрисой после своей матери, номинированной на премию «Оскар» за лучшую женскую роль.
Дебютный роман Торрес, «Конец», был продан тиражом более 200 000 экземпляров в Бразилии, был переведён на семь других языков и адаптирован в мини-сериал.

## Личная жизнь
Торрес замужем за режиссёром, продюсером и сценаристом Андрюшей Уоддингтоном. У супругов два сына: Жоаким Торрес Уоддингтон (род. 2000) и Антониу Уоддингтон (род. 10 апреля 2008).

## Избранная фильмография
| Год  |   | Русское название | Оригинальное название | Роль       |
| ---- | - | ---------------- | --------------------- | ---------- |
| 2024 | ф | Я всё ещё здесь  | Ainda Estou Aqui      | Юнис Пайва |